# ワレリア・コブロワ
ワレリア・コブロワ=ジョロボワ（Valeria Koblova-Zholobova、1992年10月9日 - ）は、ロシアのモスクワ出身の女子レスリング選手である。階級は55kg級と58kg級。身長162cm。

## 経歴
2010年の世界ジュニア59kg級で2位になったが、2011年は3位だった。2012年には団体戦のワールドカップにおいてチームは2位だったものの、外国選手に一度しか負けたことのなかった世界チャンピオンである吉田沙保里を破る金星を上げた。ロンドンオリンピックの55kg級では準決勝でその吉田と再戦するが敗れると、3位決定戦でも負けて5位に終わった。2013年に地元のロシアで開催されたユニバーシアードでは優勝を飾った。世界選手権では2回戦で吉田に敗れるが、敗者復活戦を勝ち上がって3位に入った。2014年には階級を58kgに上げたると、ヨーロッパ選手権で優勝を飾った。世界選手権では決勝まで進むが、伊調馨にテクニカルフォール負けを喫した。2015年にはワールドカップの決勝で日本チームと対戦すると、川井梨紗子に敗れるなどしてチームも2位にとどまった。U23ヨーロッパ選手権では優勝した。世界選手権にはケガのため出場しなかった。2016年リオデジャネイロオリンピックでは決勝まで進んでオリンピック4連覇を狙っていた伊調と対戦すると、2-1でリードしながら終了寸前にバックを取られて2-3と逆転負けを喫したものの、銀メダルを獲得した。しかしながら、ロシアレスリング連盟会長であるミハイル・マミアシビリに「(コブロワは)勝てたはず。私は（銀メダルを）祝福しない。死んでも10秒耐えなければならなかった」と酷評された。

## 主な戦績
59kg級での戦績
- 2010年 -　世界ジュニア　2位
- 2011年 -　世界ジュニア　3位

55kg級での戦績
- 2012年 -　ワールドカップ　2位
- 2012年 -　ロンドンオリンピック　5位
- 2013年 -　ユニバーシアード　優勝
- 2013年 -　世界選手権　3位

58kg級での戦績
- 2014年 -　ヨーロッパ選手権 優勝
- 2014年 -　世界選手権　2位
- 2015年 -　ワールドカップ　2位
- 2015年 -　U23ヨーロッパ選手権　優勝
- 2016年 -　リオデジャネイロオリンピック　2位